# Trachypithecus shortridgei
Trachypithecus shortridgei (лат.) — вид приматов из семейства мартышковых.

## Описание
Небольшой субтильный примат с хвостом, длина которого превышает длину тела. Цветом шерсти напоминает Trachypithecus  pileatus.

## Распространение
Встречается на юго-западе Китая и северо-востоке Мьянмы, где населяет вечнозелёные и полувечнозелёные леса. Древесное, преимущественно листоядное, животное. Встречается на высотах от 200 до 2500 метров над уровнем моря.

## Статус популяции
Международный союз охраны природы присвоил Trachypithecus phayrei охранный статус «Вымирающие виды». Считается, что численность популяции уменьшилась более, чем на 50 % за 36 лет (время жизни трёх поколений). Основные угрозы виду — охота и уничтожение среды обитания.